# 요시다 도모카즈
요시다 토모카즈(吉田友一, 1982년 7월 9일 ~ )는 일본의 배우였다. 2018년 7월 31일 키쿠치 미카와 결혼 발표와 동시에 은퇴를 발표했다. 은퇴 이후 한의사로 근무 하고 있다.

## 출연작

### 드라마
- 2004년~2005년 《특수전대 데카렌쟈》 아이라 텟칸 (테츠)/데카 브레이크 역